# 보스토크 2호

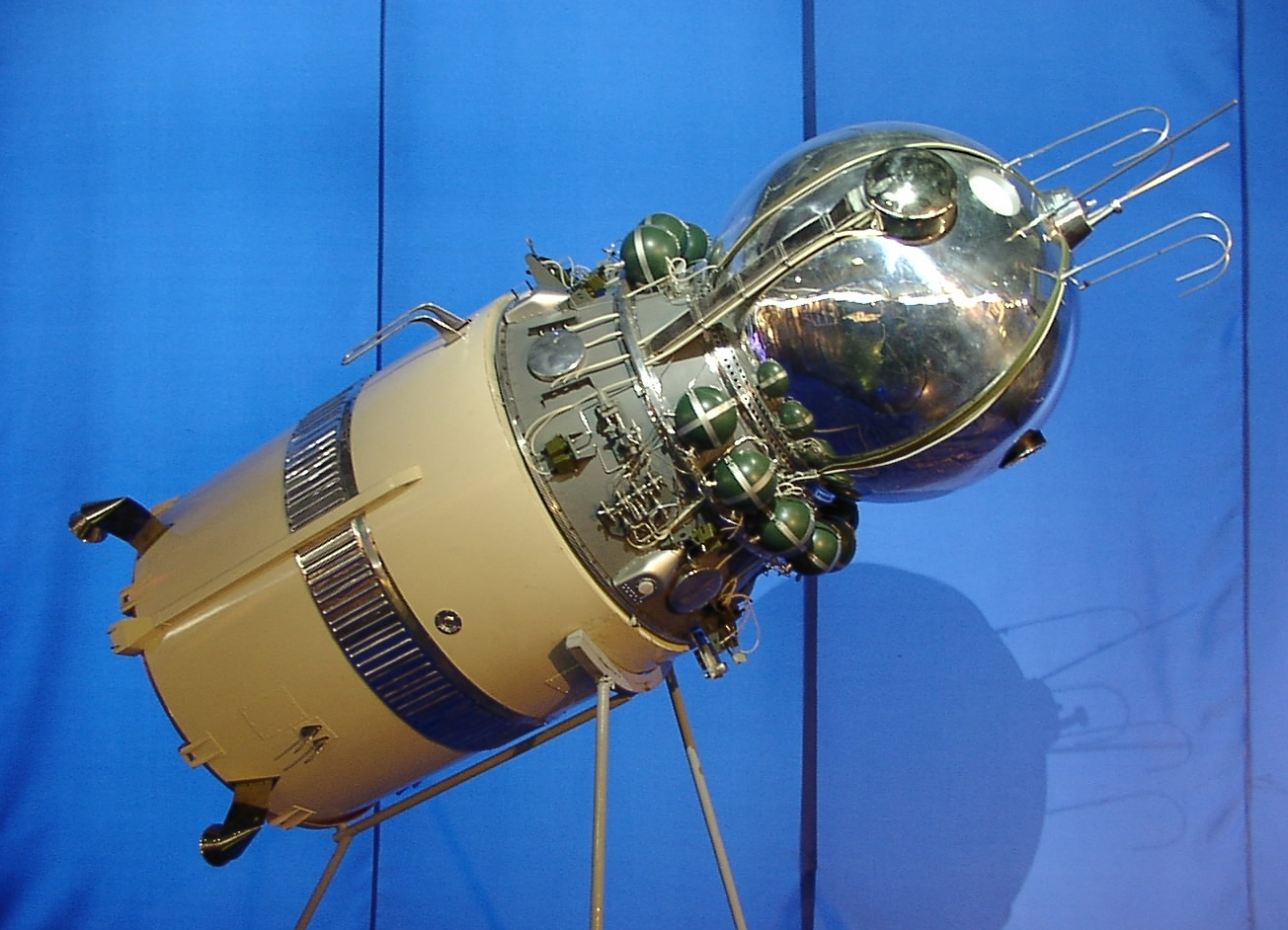

보스토크 2호(러시아어: Восток-2)는 우주비행사 게르만 티토프를 1961년 8월 6일 하루 동안 궤도로 진입시켜서 인체의 무중량상태의 영향도를 연구하는 소련의 우주 임무이다. 티토프는 지구 궤도를 17번 이상 돌았으며 보스토크 1호의 유리 가가린의 첫 궤도 횟수를 초과했다.

## 임무 변수
- 질량: 4,731kg
- 근지점: 183km
- 원지점: 244km
- 궤도 경사: 64.93°
- 공전 주기: 88.46분